# Ordinance Factory Itarsi
Ordinance Factory Itarsi là một thị trấn thống kê (census town) của quận Hoshangabad thuộc bang Madhya Pradesh, Ấn Độ.

## Nhân khẩu
Theo điều tra dân số năm 2001 của Ấn Độ, Ordinance Factory Itarsi có dân số 10.265 người. Phái nam chiếm 53% tổng số dân và phái nữ chiếm 47%. Ordinance Factory Itarsi có tỷ lệ 86% biết đọc biết viết, cao hơn tỷ lệ trung bình toàn quốc là 59,5%: tỷ lệ cho phái nam là 92%, và tỷ lệ cho phái nữ là 79%. Tại Ordinance Factory Itarsi, 7% dân số nhỏ hơn 6 tuổi.